# Adelungia primigena
Adelungia primigena är en insektsart som beskrevs av Dlabola 1984. Adelungia primigena ingår i släktet Adelungia och familjen dvärgstritar. Inga underarter finns listade i Catalogue of Life.